# Успение Богородично (Острово)
Вижте пояснителната страница за други значения на Успение Богородично.
„Успение Богородично“ (на гръцки: Kοιμήσεως της Θεοτόκου) е православна църква във воденското градче Острово (Арниса), Гърция, част от Воденската, Пелска и Мъгленска епархия.
Църквата е гробищен храм, разположен в южния край на града. Построена е в XVIII век или според други данни в 1500 година. Има ценни стенописи и изписан иконостас.
В 1845 година руският славист Виктор Григорович минава през селото и пише в „Очерк путешествия по Европейской Турции“:
| „ | Острово, забележително село, разположено край планинско езеро, населено наполовина от българи и наполовина от турци. То има една църква, построена на мястото на стара, разрушена от турците. | “ |